# Liste der Biografien/Nop
Liste der Biografien |
Portal Biografien |
Personensuche
# |
A |
B |
C |
D |
E |
F |
G |
H |
I |
J |
K |
L |
M |
N |
O |
P |
Q |
R |
S |
T |
U |
V |
W |
X |
Y |
Z |
?
 
Na |
Nb |
Nc |
Nd |
Ne |
Nf |
Ng |
Nh |
Ni |
Nj |
Nk |
Nl |
Nm |
Nn |
No |
Nr |
Ns |
Nt |
Nu |
Nv |
Nw |
Nx |
Ny |
Nz
 
Noa |
Nob |
Noc |
Nod |
Noe |
Nof |
Nog |
Noh |
Noi |
Noj |
Nok |
Nol |
Nom |
Non |
Noo |
Nop |
Nor |
Nos |
Not |
Nou |
Nov |
Now |
Nox |
Noy |
Noz
Die Liste der Biografien führt alle Personen auf, die in der deutschsprachigen Wikipedia einen Artikel haben. Dieses ist eine Teilliste mit 49 Einträgen von Personen, deren Namen mit den Buchstaben „Nop“ beginnt.

## Nop

### Nopa
- Nopanen, Emma (* 2000), finnische Schauspielerin
- Nöpauer, Maté († 1792), Architekt

### Nopc
- Nopcsa, Elek (1848–1918), ungarischer Politiker, Intendant und Reichstagsabgeordneter
- Nopcsa, Franz von (1815–1904), Hofbeamter und Oberhofmeister
- Nopcsa, Franz von (1877–1933), ungarisch-österreichischer Paläontologe und Geologe

### Nope
- Nöpel, Fritz (1935–2020), deutscher Karateka, Wegbereiter des Gōjū-Ryū-Karate in DeutschlandFritz Nöpel (1935–2020)

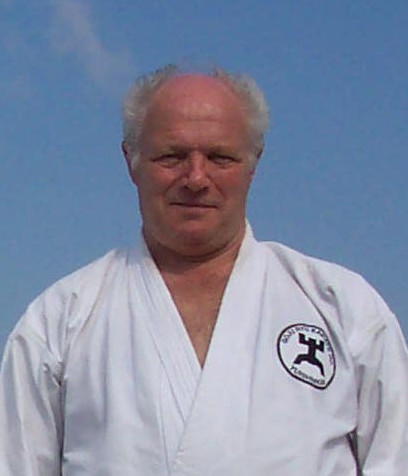
Fritz Nöpel (1935–2020)

- Nopel, Johann der Ältere († 1556), Kölner Weihbischof
- Nopel, Johann der Jüngere (1548–1605), Kölner Theologe, Hochschullehrer und Weihbischof
- Nopensas, Vilhelmas (1903–1978), litauischer Fußballspieler

### Nopi
- Nopitsch, Antonie (1901–1975), deutsche Sozialarbeiterin, Gründerin des „Bayerischen Mütterdienstes“ und des „Deutschen Müttergenesungswerks – Elly-Heuss-Knapp-Stiftung“
- Nopitsch, Carl Friedrich (1793–1838), deutscher Arzt, Gerichtsmediziner und Bibliograf
- Nopitsch, Christian Conrad (1759–1838), deutscher evangelischer Pfarrer, Nürnberger Lokalhistoriker und Lexikograph
- Nopitsch, Christoph Friedrich Wilhelm (1758–1824), deutscher Organist, Komponist und Musikdirektor
- Nopitsch, Heinrich (1893–1925), deutscher Flugpionier, erster Direktor der Fliegerschule Würzburg
- Nopitsch, Martha (1856–1939), deutsche Malerin
- Nopitsch, Moritz (1892–1975), deutscher Chemiker
- Nopitsch, Wilhelm Hermann (1818–1891), deutscher Kaufmann, Senator der Stadt Altona

### Nopl
- Nöpl, Franz (1857–1949), deutscher katholischer Priester

### Nopp
- Nopp, Carina (* 1989), österreichische Musicaldarstellerin
- Nopp, Hieronymus († 1551), deutscher evangelischer Theologe, Rektor und Reformator
- Nopp, Hieronymus Christoph (1832–1893), deutscher Dichter, Autor und Politiker (Katholische Volkspartei), MdL
- Nopp, Johann († 1642), deutscher Rechtshistoriker und Chronist
- Noppadon Kasaen (* 1990), thailändischer Fußballspieler
- Noppadon Noppachorn (* 1968), thailändischer Snookerspieler
- Noppadon Pattama (* 1961), thailändischer Politiker, Rechtsanwalt
- Noppanon Kotchpalayuk (* 1991), thailändischer Fußballspieler
- Nopparat Sakul-oad (* 1986), thailändischer Fußballspieler
- Nopparat, Thanakrit (* 2002), thailändischer Fußballspieler
- Noppasin Talabpeth (* 1999), thailändischer Fußballspieler
- Noppawit Petch-om (* 1998), thailändischer Fußballspieler
- Noppe, Michel (* 1937), belgischer Radrennfahrer
- Noppel, Constantin (1883–1945), deutscher Jesuit
- Noppel, Konstantin (1836–1914), deutscher Politiker (NLP), Bürgermeister, MdR
- Noppeney, Claus (* 1968), deutsch-schweizerischer Hochschullehrer, Kulturproduzent und Berater
- Nopper, August (1890–1960), deutscher Politiker (USPD/KPD/SPD)
- Nopper, David (* 1995), deutscher Hochspringer
- Nopper, Frank (* 1961), deutscher Jurist und Kommunalpolitiker (CDU)Frank Nopper (* 1961)

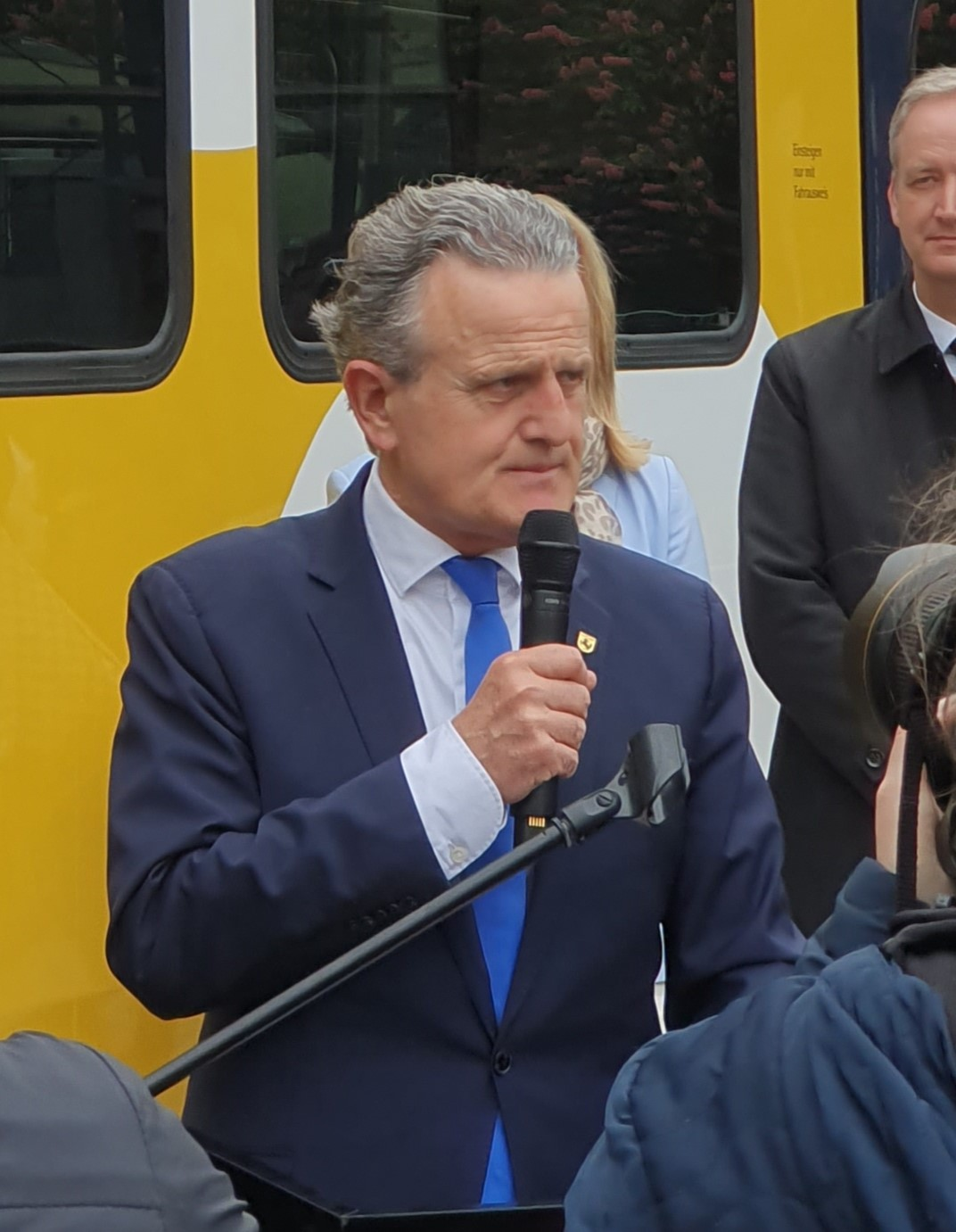
Frank Nopper (* 1961)

- Noppert, Andries (* 1994), niederländischer Fußballtorhüter
- Noppert, Danny (* 1990), niederländischer Dartspieler
- Noppes, Sven (* 1976), deutscher Schachorganisator und -schiedsrichter
- Nopphakao Prachobklang (* 2002), thailändischer Fußballspieler
- Nopphakhun Kongmuang (* 1998), thailändischer Fußballspieler
- Nopphakhun Ucharoen (* 1995), thailändischer Fußballspieler
- Nopphon Lakhonphon (* 2000), thailändischer Fußballspieler
- Nopphon Phon-adom (* 1985), thailändischer Fußballspieler
- Nopphon Ponkam (* 1996), thailändischer Fußballspieler
- Noppol Kerdkaew (* 2001), thailändischer Fußballspieler
- Noppol Pitafai (* 1985), thailändischer Fußballspieler
- Noppon Saengkham (* 1992), thailändischer Snookerspieler